# Chris Cutler
Chris Cutler (Washington, D.C. 4 de gener de 1947) és un percussionista, compositor, lletrista i teòric de la música estatunidenc. Conegut pel seu treball amb la banda Henry Cow, Cutler també va ser membre i bateria d'una sèrie d'altres bandes. Ha col·laborat amb molts músics i grups, entre ells Fred Frith, Cooper Lindsay, Zeena Parkins, Blegvad Pere i The Residents, i ha aparegut en més de 100 enregistraments. La seva carrera abasta més de tres dècades, encara activa.

## Biografia
A principis dels setanta, Chris Cutler va co-fundar The Ottawa Music Company –una orquestra de 22 compositors de rock– abans d'incorporar-se a les files del grup experimental britànic Henry Cow. Posteriorment va co-fundar diversos grups amb membres de diferents nacionalitats, com ara Art Bears, News from Babel, Cassiber, The (ec) Nudes, p53 i The Science Group, a més de ser membre permanent de les bandes americanes Pere Ubu, Hail i The Wooden Birds.
D'altra banda, Cutler ha participat en nombrosos projectes teatrals, cinematogràfics i radiofònics, i segueix col·laborant amb Fred Frith, Zeena Parkins, Jon Rose, Tim Hodgkinson, David Thomas, Peter Blegvad, Daan Vandewalle, Ikue Mori, Lotte Anker, Stevan Tickmayer, Annie Gosfield i els compositors espectralistes Iancu Dumitrescu i Ana Maria Avram. També és membre permanent dels grups The Bad Boys (John Cage, Stockhausen, Fluxus…), The Artaud Beats i The Artbears Songbook.
Entre els seus projectes recents destaquen encàrrecs per a la ràdio, diverses bandes sonores, peces per al Hyperion Ensemble, Signe de Trois per a sistema multi-canal, un projecte d'un any de durada de paisatges sonors diaris per a l'emissora londinenca Resonance FM i p53 per a orquestra i solistes.
És el fundador i director del segell independent ReR Megacorp i del servei de distribució artístic Gallery and Academic, editor de les antologies Unfiled, i autor de File
Under Popular, a més de molts altres articles publicats en setze llengües. Durant un temps va formar part del professorat de la Museum School a Boston i imparteix classes arreu del món sobre temes relacionats amb la música i la teoria.
Ha fet un projecte amb Ràdio Web MACBA, la ràdio experimental del Museu d'Art Contemporani de Barcelona.

## Discografia

### Grups i projectes
Amb Henry Cow
- Legend (1973, LP, Virgin Records, UK)
- Unrest (1974, LP, Virgin Records, UK)
- Henry Cow Concerts (1976, 2xLP, Caroline Records, UK)
- Western Culture (1979, LP, Broadcast, UK)
- The 40th Anniversary Henry Cow Box Set (2009, 9xCD+DVD, Recommended Records, UK)

Amb Henry Cow/Slapp Happy
- Desperate Straights (1975, LP, Virgin Records, UK)
- In Praise of Learning (1975, LP, Virgin Records, UK)

Amb Art Bears
- Hopes and Fears (1978, LP, Recommended Records, UK)
- Winter Songs (1979, LP, Recommended Records, UK)
- The World as It Is Today (1981, LP, Recommended Records, UK)

Amb Aksak Maboul
- Un Peu de l'Âme des Bandits (1980, LP, Crammed Discs, Belgium)

Amb Cassiber
- Man or Monkey? (1982, 2xLP, Riskant, Germany)
- Beauty and the Beast (1984, LP, Recommended Records, UK)
- Perfect Worlds (1986, LP, Recommended Records, UK)
- A Face We All Know (1990, CD, Recommended Records, UK)
- Live in Tokyo (1998, 2xCD, Recommended Records, UK)

Amb The Work
- Live in Japan (1982, LP, Recommended Records, Japan)

Amb Fred Frith
- Live in Prague and Washington, (1983, LP, Recommended Records, UK)
- Live in Trondheim, Berlin, Limoges (1994, CD, Recommended Records, UK)
- 2 Gentlemen in Verona (2000, CD, Recommended Records, UK)
- The Stone: Issue Two (2007, CD, Tzadik Records, US)

Amb Lindsay Cooper, Bill Gilonis, Tim Hodgkinson and Robert Wyatt
- The Last Nightingale (1984, LP, Recommended Records, UK)

Amb News from Babel
- Work Resumed on the Tower (1984, LP, Recommended Records, UK)
- Letters Home (1986, LP, Recommended Records, UK)

Amb David Thomas and the Pedestrians
- Winter Comes Home (1983, LP, Recommended Records, UK)
- Variations on a Theme (1983, LP, Rough Trade Records, UK)
- More Places Forever (1985, LP, Rough Trade Records, UK)

Amb Duck and Cover
- Re Records Quarterly Vol.1 No.2 (1985, LP, Recommended Records UK)

Les 4 Guitaristes de l'Apocalypso-Bar
- Tournée Mondiale/Été '89 (1987, LP, Ambiances Magnétiques, Canada)
- Fin de Siècle (1989, LP, Ambiances Magnétiques, Canada)

Amb Peter Blegvad
- Downtime (1988, LP, Recommended Records, UK)
- Just Woke Up (1995, LP, Recommended Records, UK)
- Hangman's Hill (1998, LP, Recommended Records, UK)

Amb Pere Ubu
- The Tenement Year (1988, LP, Fontana Records)
- Cloudland (1989, LP, Fontana Records)

Amb Hail
- Kirk (1992, CD, Recommended Records, UK)

Amb Lutz Glandien
- Domestic Stories (1993, CD, Recommended Records, UK)
- Scenes From No Marriage (1994, CD, Recommended Records, UK)

Amb The (ec) Nudes
- Vanishing Point (1994, LP, Recommended Records, UK)

Amb P53
- P53 (1996, CD, Recommended Records, UK)

Amb Biota
- Object Holder (1995, CD, Recommended Records, UK)

Amb Zeena Parkins
- Shark! (1996, CD, Recommended Records, UK)

Amb René Lussier and Jean Derome
- Three Suite Piece (1996, CD, Recommended Records, UK)

Amb John Wolf Brennan
- HeXtet: Through the Ear of a Raindrop (1998, CD, Leo Records, UK)

Amb Thomas Dimuzio
- Quake (1999, CD, Recommended Records, UK)

Amb The Science Group
- A Mere Coincidence (1999, CD, Recommended Records, UK)
- Spoors (2003, CD, Recommended Records, UK)

Amb Vril
- Effigies in Cork (2003, CD, Recommended Records, UK)
- The Fatal Duckpond (2009, CD, Recommended Records, UK)

Amb Brainville 3
- Trial by Headline (2008, CD, Recommended Records, UK)

Amb Thomas Dimuzio and Fred Frith
- Golden State (2010, LP, Recommended Records, UK)[nb 1]

### Solo
- Solo: A Descent Into the Maelstrom (2001, CD, Recommended Records)
- Twice Around the World (2005, CD, Recommended Records)
- There and Back Again (2006, CD, Recommended Records)

## Filmografia
- At the Edge of Chaos (2001, DVD)
- Roulette TV Volume 8 (2003, DVD, Roulette)